# Ilhéu do Farol
De Ilhéu do Farol is een eiland aan het oostelijke uiteinde van het Portugese eiland Madeira in de Autonome Regio van Madeira.
Het eilandje kreeg zijn naam als gevolg van de daarop gebouwde vuurtoren Farol da Ponta de São Lourenço.
Het wordt hoofdzakelijk bedekt door struiken en kruidachtige planten. Het heeft geen landroofdieren en is daarom bij uitstek geschikt voor nestelende zeevogels. het eilandje is onderdeel van Reserva Parcial da Ponta de São Lourenço, dat geïntegreerd is in het Natuurpark Madeira.

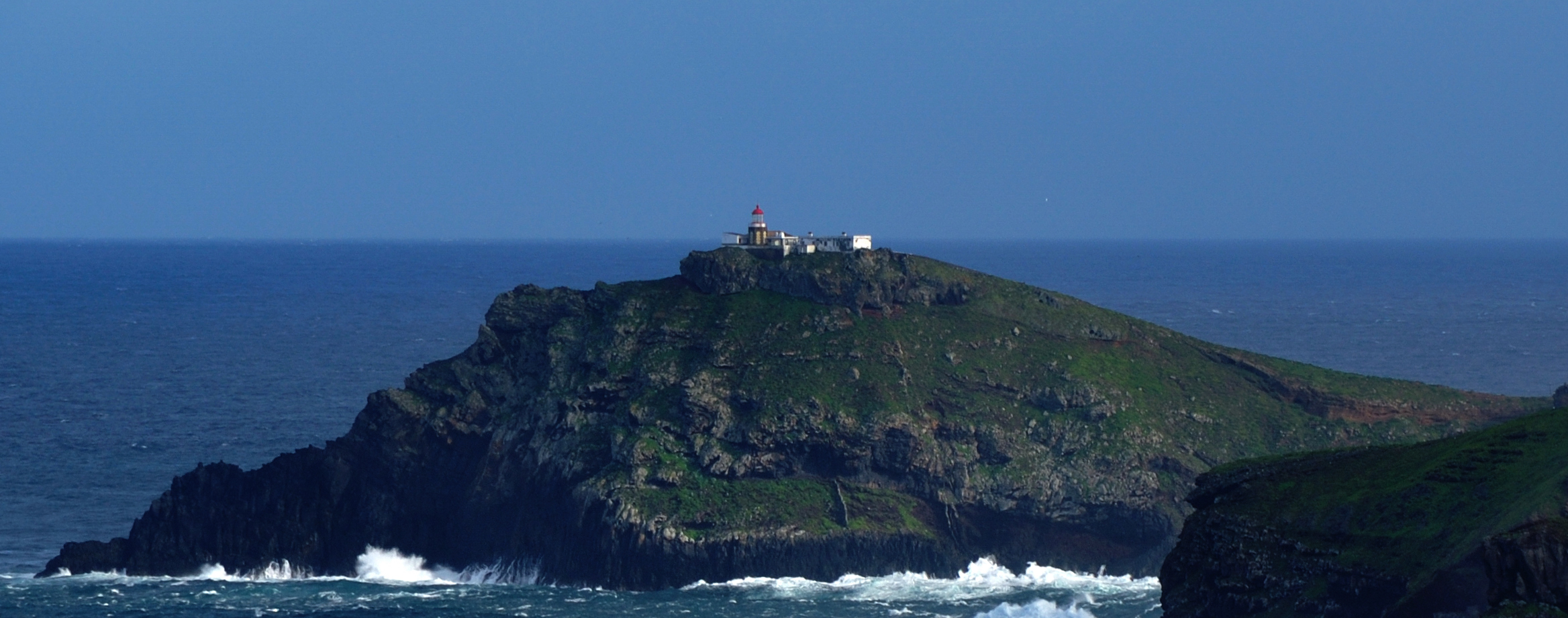
Het eiland met de vuurtoren op de top
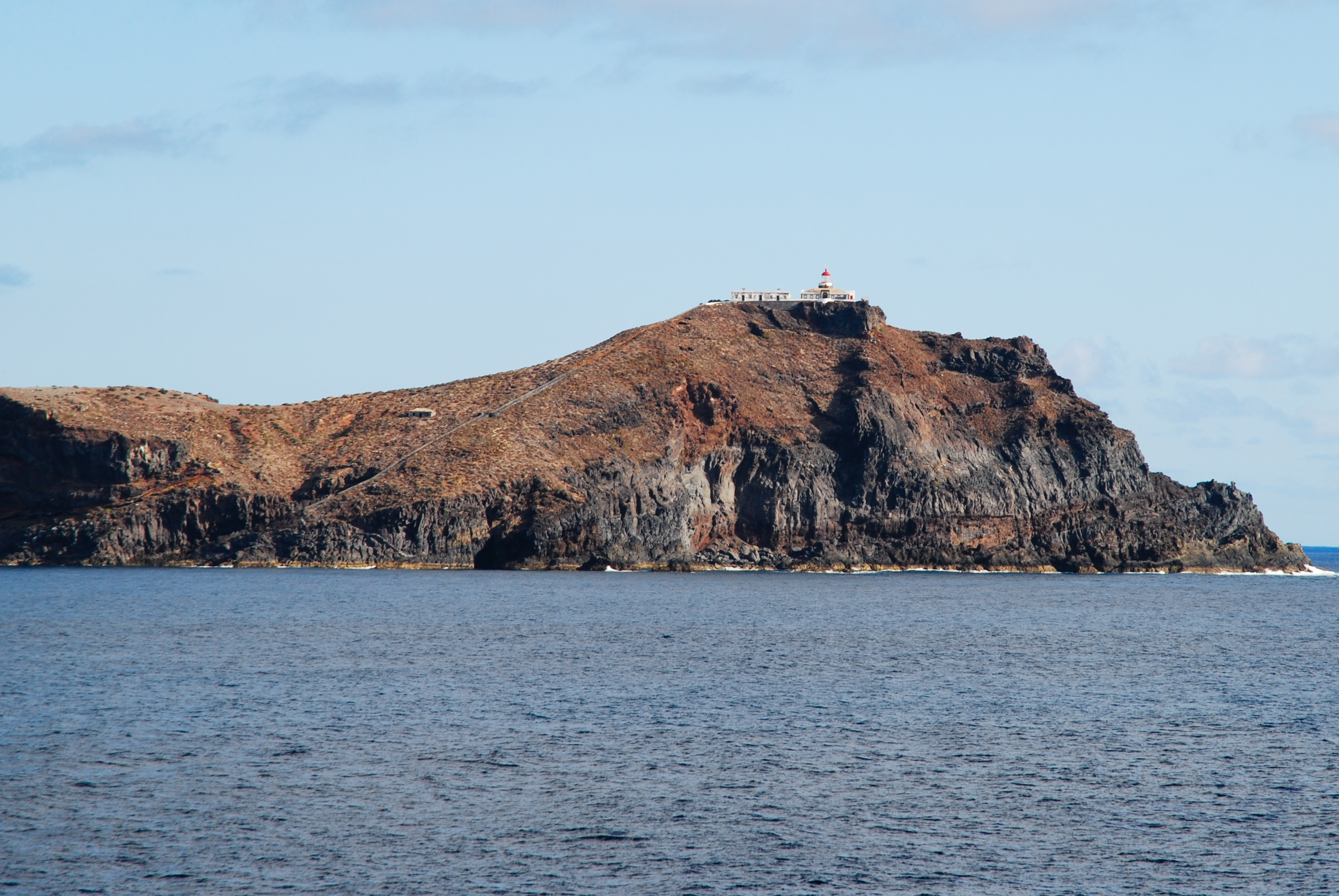